# Seidiger Pillenwälzer
Der Seidige Pillenwälzer (Gymnopleurus geoffroyi) ist ein Käfer aus der Familie der Blatthornkäfer und gehört zu den Koprophagen. Die Gattung Gymnopleurus ist in Europa mit vier Arten vertreten.
Die Käfer betreiben Brutfürsorge. Männchen und Weibchen fertigen in geschlechtsspezifischer Zusammenarbeit Dungkugeln, die sie vom Dunghaufen wegrollen und einzeln vergraben. Unterirdisch werden die Dungkugeln dann zweimal gründlich umgearbeitet, wobei eine Brutbirne entsteht. In jede Brutbirne wird ein Ei abgelegt.
Der Käfer wird in Deutschland und Teilen Österreichs als ausgestorben oder verschollen (Kategorie 0) eingestuft. Er wird in einer Liste geführt, nach der ihm im Fall seiner Wiederentdeckung in Bayern die Förderung von Schutzmaßnahmen zugesichert wird.

## Bemerkungen zum Namen und Synonymen
Bereits 1762 wurde der Käfer von Geoffroy recht ausführlich unter dem französischen Namen Le bousier à couture (etwa Der Mistkäfer mit Naht) beschrieben und als achte Art der Gattung Copris zugeordnet. Da Geoffroy dem Tier jedoch keinen der binominalen Nomenklatur entsprechenden zweiteiligen lateinischen Namen gibt, wird diese Beschreibung nicht als Erstbeschreibung anerkannt. In Kenntnis der Beschreibung durch Geoffroy beschreibt Füssli 1775 den Käfer unter dem deutschen Namen Geoffrois Kolbenkäfer und dem wissenschaftlichen Namen Scarabaeus geoffroae. Er versieht den Namen mit einem Stern, womit er eine neue Art kennzeichnet. Diese Beschreibung gilt als Erstbeschreibung. Füssli bemerkt in seiner Beschreibung, dass bereits Geoffroy auf den ungewöhnlichen Bau der Flügeldecken hinweist. Diese Besonderheit drückt sich auch im Namen der 1803 von Illiger aufgestellten Gattung Gymnopleurus aus. Der Name ist von altgr. γυμνός gymnos für nackt und πλευρόν pleuron für Seite abgeleitet. Er bezieht sich darauf, dass die Flügeldecken die Seiten des ersten Hinterleibsringes unbedeckt lassen.
Der bei Füssli unkorrekt gebildete Genitiv zum Namen Geoffroy wird heute durch geoffroyi ersetzt und erklärt den Artnamen des Käfers. Panzer schreibt dazu: „Ich will sehr gerne zugeben, dass Geoffroyi richtiger geschrieben als Geoffroyae sei. Nur irren die Herren Creutzer und Illiger sehr, wenn sie behaupten, ich sei es gewesen, der dies unrichtige Geoffroyae gebildet oder angegeben habe. Fuessly, Sulzer, Scriba, Goetze, Harrer - schrieben lange vor mir Geoffroyae.“ Der Autor Füssli wird gewöhnlich in der Schreibweise Fuessly genannt.
Aus dem deutschen Namensteil seidig könnte man auf eine feine Behaarung schließen. Eine solche ist jedoch nicht vorhanden, es wird lediglich auf den matten Glanz des Käfers Bezug genommen. Der Namensteil Pillenwälzer, weniger passend auch Pillendreher, bezieht sich auf den Transport der Dungkugel.
Der Käfer wurde unter zahlreichen Synonymen beschrieben. Weit verbreitet in der älteren Literatur ist das Synonym Gymnopleurus cantharus, etwa bei Reitter in der Fauna Germanica. Der Name cantharus war schon in der Antike für den Pillendreher gebräuchlich. 1803 ersetzt Illiger geoffroyi durch cantharus mit dem Ziel, widersprüchliche Benennungen aus der Welt zu schaffen. Es wurde jedoch eher das Gegenteil erreicht. Die frühen Beschreibungen sind meist nicht genügend präzise, die Namen werden von verschiedenen Autoren in verschiedenem Sinn gebraucht. Erst später wird erkannt, dass Männchen und Weibchen Verschiedenheiten im Bau aufweisen und dass es von Bedeutung ist, ob das frei sichtbare Stück der Hinterleibsseite gekielt ist oder nicht. Duftschmid trennt 1805 geoffroyi und cantharus, wobei er die Männchen zu geoffroyi zählt, die Weibchen zu cantharus. Auch Mulsant führt 1871 geoffroyi und cantharus als verschiedene Arten auf und schreibt geoffroyi Sulzer eine gekielte Seite des ersten Hinterleibssegmentes zu, die weder Geoffroy noch Füssli erwähnen, cantharus dagegen das Fehlen eines solchen Kiels. Die im Sinn von Erichson bzw. Illiger definierte Art cantharus hat wie geoffryoi Fuessli keinen Kiel, die Namen sind Synonyme.
Außerdem wurden Farbvarianten als Arten benannt, beispielsweise cyanescens für bläuliche Käfer.
| ! |                                                                       |
| Abb. 1: Beförderung der Dungkugel |                                                                       |
| |                                                                       |
| Abb. 2: Kopf und raspelartige Kör- nung des Halsschilds zum Rand hin | Abb. 3: Unterseite, Beine teilweise entfernt, Mittelhüfte grün getönt |
| |                                                                       |
| Abb. 4: Ausschnitt Halsschild Oberflächenstruktur | Abb. 5: rechtes Vorder-, Mittel- und Hinterbein von oben (♂)          |
| |                                                                       |
| Abb. 6: Ausschnitt Seitenansicht nahe Flügeldeckenbasis, unten kolorierte Kopie; gelb: Brustschild; grün: Flügeldecken, blau: 1. Sternit, rotbraun: 2. Sternit, weiß: Kiel |                                                                       |
| |                                                                       |
| Abb. 7: Entfalteter Hautflügel bei geschlossenem Deckflügel |                                                                       |

## Merkmale des Käfers
Der breite Käfer ist nur wenig gewölbt. Seine Länge schwankt zwischen zehn und fünfzehn Millimetern, die Breite ist im zweiten Drittel des Halsschilds am größten und schwankt zwischen 5,6 und neun Millimetern. Der Käfer ist damit etwa nur 1,7-mal so lang wie breit. Nach hinten verschmälert sich der Käfer. Er ist matt schwarz und kann manchmal einen bläulichen oder grünlichen Farbton zeigen, ist aber nicht glänzend wie der im Kaukasus heimische Gymnopleurus aciculatus. Halsschild und Flügeldecken sind nicht grob punktiert wie bei Gymnopleurus flagellatus.
Der Kopf (Abb. 2) erscheint wie gepanzert. Er ist hinten gerandet und schließt dicht an den Halsschild an. Die Mundwerkzeuge und die Einlenkung der Fühler sind nach oben durch den Kopfschild verdeckt. Die großen, rundlichen Augen haben nach oben nur durch einen schmalen Schlitz Ausblick. Der Kopfschild ist vorn in der Mitte ausgerandet, sodass der Kopf nach vorn stumpf zweispitzig endet. Seitlich ist der Kopfschild durch eine erhöhte Naht abgesetzt, nach hinten nähern sich die beiden Nähte einander. Die Stirn ist ohne Höcker. Die Fühler sind neungliedrig. Das erste Glied ist lang und walzenförmig, das zweite kurz, das dritte etwas länger und umgekehrt kegelförmig, die drei folgenden Glieder wieder kurz, die drei letzten Glieder bilden eine mit einem feinen Haarfilz überzogene eiförmige Keule. Der dreigliedrige Lippentaster hat ein großes und innen erweitertes Basisglied, das zweite Glied ist klein, beide sind dicht beborstet. Das Endglied ist ebenfalls klein, dazu eiförmig und glatt. Die dünnen, viergliedrigen Kiefertaster haben ein spindelförmiges Endglied.
Der Halsschild ist wie der Kopf dicht und fein gerunzelt, in den Zwischenräumen sehr fein punktiert (Abb. 4) und gegen den Rand zu zusätzlich raspelartig gekörnt. Hinten ist der Halsschild gerandet und schließt dicht an die Basis der Flügeldecken an. Auf jeder Seite des Halsschilds befindet sich nahe dem Seitenrand, dicht hinter der halben Länge, ein rundes Grübchen (im Taxobild gut erkennbar).
Das Schildchen fehlt.
Die Flügeldecken sind ebenfalls fein gekörnt, aber etwas grober als der Halsschild. Sie sind kürzer als Kopf und Halsschild gemeinsam. Seitlich sind die Flügeldecken nur wenig nach unten gezogen. Hinter den Schultern sind sie weit und tief ausgerandet, sodass von oben die Seite des ersten Hinterleibssternits und die Ansätze der benachbarten Sternite sichtbar sind. Dieser Ausschnitt ermöglicht dem Insekt, mit geschlossenen Flügeldecken zu fliegen (Abb. 7). Von der Seite betrachtet erkennt man innerhalb des Ausschnittes auf der Seite des zweiten Sternits einen deutlichen Kiel. Dieser hat nicht wie bei Gymnopleurus sturmi und Gymnopleurus mopsi eine Fortsetzung auf dem ersten Sternit. Die Seite des ersten Sternits ist leicht gewölbt, aber ohne Kiel (Abb. 6).
Die Beine sind sehr unterschiedlich ausgebildet (Abb. 5). Die Vorderbeine sind typische Grabbeine. Nicht nur die Vorderschienen, sondern auch die Vorderschenkel sind verbreitert. Sie tragen auf dem Hinterrand (also vorn) einen Zahn, der beim Männchen stärker als beim Weibchen ausgebildet ist. Die Tarsen der Vorderbeine sind nur schwach ausgebildet, die Schienen tragen drei kräftige Außenzähne. An ihrem Ende sitzt ein kräftiger Dorn, der beim Männchen stumpf und gerade, beim Weibchen leicht gekrümmt und spitz ist. Da die Spitzen jedoch in Folge von Grabtätigkeit zunehmend abgenutzt werden, ist dieses Merkmal bei Alttieren nicht zuverlässig. Ein sicheres Merkmal ist dagegen, dass die Innenseite der Vorderschiene bei den Männchen über die ganze Länge quer gekerbt ist, bei den Weibchen dagegen nur in dem Schenkel anschließenden Teil.
Auch die übrigen Beine tragen am Ende der Schiene einen Dorn. Die Beine des hinteren Beinpaars sind deutlich länger als die des mittleren Beinpaars, besonders die gekrümmten Schienen. Diese tragen nur einen Enddorn. Sie ermöglichen ein effizientes Komprimieren der Dungkugel, was den Transport erleichtert. An allen Beinen ist das Klauenglied länger als die vier übrigen Tarsenglieder gemeinsam.
Die Mittelhüften sind deutlich schräg gestellt und weit voneinander entfernt, aber weniger weit als bei der Gattung Sisyphus (Abb. 3), Vorder- und Hinterhüften sind einander genähert.

## Biologie

### Biotop und Aktivität
Man findet den Käfer auf warmen und trockenen Viehweiden. Als wärmeliebende Tiere beenden die Käfer in Mitteleuropa die Winterruhe erst, wenn die Temperaturen Mitte Mai hohe Werte erreichen. Die Tiere der neuen Generation erscheinen Ende Juli bis Ende August. Im Herbst sind die Tiere bis Oktober zu beobachten. An kühleren Tagen verlassen sie den schützenden Bereich des Bodens nur in den warmen Mittagsstunden, im Hochsommer dagegen sind sie schon in den Morgenstunden und noch in der Abenddämmerung aktiv. Bei ungünstiger Witterung werden der Nahrungserwerb und die Tätigkeiten im Zusammenhang mit der Fortpflanzung nahezu eingestellt. Bei leichten Niederschlägen stellen die Käfer ihre Aktivitäten ein, bei starken Niederschlägen graben sie sich ein. Bei warmem und trockenem Wetter zwischen 20 und 26 °C sind die Käfer flink und flugfreudig. Beim Fliegen bleiben die Deckflügel geschlossen (Abb. 7). Bereits der Schatten einer Wolke verlangsamt die Aktivitäten beträchtlich.
Beide Geschlechter benötigen nach dem Schlüpfen einen Reifungsfraß. Dieser erstreckt sich im Geburtsjahr über den ganzen Sommer und wird nach der Überwinterung im nächsten Frühjahr fortgesetzt. Die Fertigung von Kotkugeln für den eigenen Verzehr, wie sie bei manchen anderen Koprophagen beobachtet wird, ist bei Gymnopleurus geoffroyi nicht festgestellt worden. Sie stellen nur für die Nachkommen bestimmte Brutpillen her. Diese können aber von Fremdlingen als Nahrungsquelle benutzt werden, wenn sie verwaist sind. Streitigkeiten zwischen Käfern werden selten beobachtet.
Der Käfer bevorzugt zur Nahrungsaufnahme Kuhdung, ist aber auch häufig an Schafskot zu finden, seltener in Pferdekot. Bei Fütterungsversuchen nimmt die Art auch den Kot anderer Pflanzenfresser an, insbesondere Zebu, aber auch Ziege und Rotwild und im Notfall auch Elefant und Kaninchen. Die Exkremente von Omnivoren (Mensch, Schwein) wirken zwar anziehend, werden aber ungern gefressen. Der Käfer frisst nur oberirdisch am Dunghaufen.
Als Regel werden nur die Kotarten, die gerne gefressen werden, auch zum Bau von Brutpillen als Futtervorrat für die Nachkommen benutzt, so wurde der Kot von Ziege, Mensch und Schwein, Elefant und Kaninchen nicht zum Bau von Brutpillen verwendet.
Die Käfer fliegen mit vorgestreckten Fühlern und gespreizten Fühlerlamellen auf Futtersuche umher. Wird der Dung olfaktorisch wahrgenommen, landet der Käfer sofort. Laufende Käfer halten ab und zu an, halten den Hinterleib gesenkt und den Kopf erhoben und drehen ihn mit ausgestreckten Fühlern hin und her. Nehmen sie keine Duftstoffe war, laufen sie in gleicher Richtung weiter. Andernfalls drehen sie sich abrupt in Richtung auf die Duftquelle zu und beginnen mit zunehmender Geschwindigkeit auf diese zuzulaufen. Kurz davor setzt die Wahrnehmung durch die Maxillartaster ein, die lebhaft bewegt werden. An der Nahrungsquelle angekommen, wird diese mit Lippen- und Kiefertastern geprüft, bevor der Fressvorgang beginnt.
Hungrige Käfer können große Mengen Dung verzehren. Bei einem Weibchen wurde gemessen, dass es 190 % seines anfänglichen Körpergewichtes an Nahrung aufnahm. Dabei halten die Käfer während des Fressvorgangs kaum inne, höchstens um die Mundwerkzeuge zu reinigen. Bereits nach kurzer Fressdauer kotet der Käfer einen immer länger werdenden schwarzbraunen, glänzenden Strang. Dieser besteht aus kurzen, eng nebeneinander liegenden, walzenförmigen Teilen von zwei bis drei Millimeter Länge, die durch in kleinen Zeitintervallen erfolgtes stoßweises Absetzen des Kots entstehen.
Die Brutfürsorge bezieht sich auf den Schutz der Eier, Larven und Puppen und auf die Bereitstellung der Larvennahrung. Die Larven werden jedoch nicht gefüttert. Sowohl Männchen als Weibchen können dabei beurteilen, ob der gefundene Dung zur Herstellung von Brutpillen geeignet ist, können Brutpillen herstellen und bewegen. Allerdings verlassen die Männchen ohne Weibchen nach einiger Zeit ihre Brutpillen, laufen zum Dunghaufen zurück und fertigen möglicherweise eine neue Kugel. Die Weibchen ohne Männchen dagegen vergraben die Brutpillen auch und belegen sie mit Eiern. Gewöhnlich arbeiten jedoch ein Männchen und ein Weibchen gemeinsam.
Die Fortpflanzungsbiologie des Käfers wurde von Prasse sehr genau untersucht. Die folgenden Angaben beziehen sich auf vier seiner Veröffentlichungen.
Der Entwicklungszyklus ist einjährig, die durchschnittliche Lebensdauer der Imagines betrug bei Prasse 345 Tage. Die Weibchen sterben acht bis zehn Tage vor den Männchen. Das Altern der Käfer macht sich durch das Nachlassen der Reizbarkeit und der Flugbereitschaft bemerkbar. Die Nahrungsaufnahme nimmt ab, Fluchtversuche werden zunehmend unterlassen. Schließlich wird die Körperreinigung vernachlässigt. Oft siedeln sich Milben in großen Kolonien an, hauptsächlich an der Bauchseite des Brustabschnitts. Weitgehend geschwächte Tiere finden nicht mehr die Kraft, sich abends in den Boden einzugraben und verenden. Nicht selten kommt es zum Verlust einzelner Beinglieder.

### Begattung
Erst nach dem Reifen der Gonaden nehmen die Geschlechter Notiz voneinander. Männchen und Weibchen finden am Nahrungssubstrat zueinander und beginnen mit der gemeinsamen Brutfürsorge. Dabei erkennen sich die Geschlechter chemotaktisch. Stößt ein andersgeschlechtlicher Partner auf ein Männchen oder Weibchen, das ohne Partner im Besitz einer Pille angetroffen wird, so nehmen die beiden mit den Köpfen und gespreizten Fühlerlamellen kurz Kontakt auf, danach befördern sie die Pille gemeinsam weiter. Dabei erkennt das Männchen ein Weibchen schon über einen Abstand von mehreren Zentimetern, das Weibchen reagiert dagegen nur in unmittelbarer Nähe auf das Männchen. Begattungen vollziehen sich oberirdisch am Substrat, unterirdisch im Erdboden oder an der Brutpille. Dabei ist eine Mindesttemperatur von 18 °C erforderlich.
Das Männchen erklettert von hinten oder von der Seite das Weibchen und streicht dabei mit den Vorderbeinen über ihren Halsschild und die Flügeldecken. Ist das Weibchen nicht begattungswillig, so streift es das Männchen mit den Hinterbeinen und dem mittleren Beinpaar ab, das Männchen versucht durch weiteres Streicheln das Weibchen umzustimmen. Wenn es das Weibchen zulässt, krallt sich das Männchen mit den Vordertarsen an der Flügeldeckenbasis des Weibchens fest und rutscht über ihr Körperende nach hinten und stützt sich auf das dritte Beinpaar. Der Penis wird ausgestreckt und ein Samenpaket in das Weibchen eingeführt. Die Kopulation dauert zwanzig bis vierzig Minuten. Die Größe der Käfer spielt keine Rolle, es paaren sich gleich große Tiere, oder das Männchen oder das Weibchen ist größer als der Partner. Während der Fortpflanzungszeit werden die Weibchen mehrfach begattet, im Freiland vermutlich von verschiedenen Männchen.
Vor der ersten Eiablage finden Kopulationen gelegentlich mehrmals hintereinander statt, später finden sie nur noch gelegentlich statt. Die Periode der Eiablage erstreckt sich über mehrere Wochen, in Mitteleuropa ab Ende Mai.

### Herstellung der Brutpille

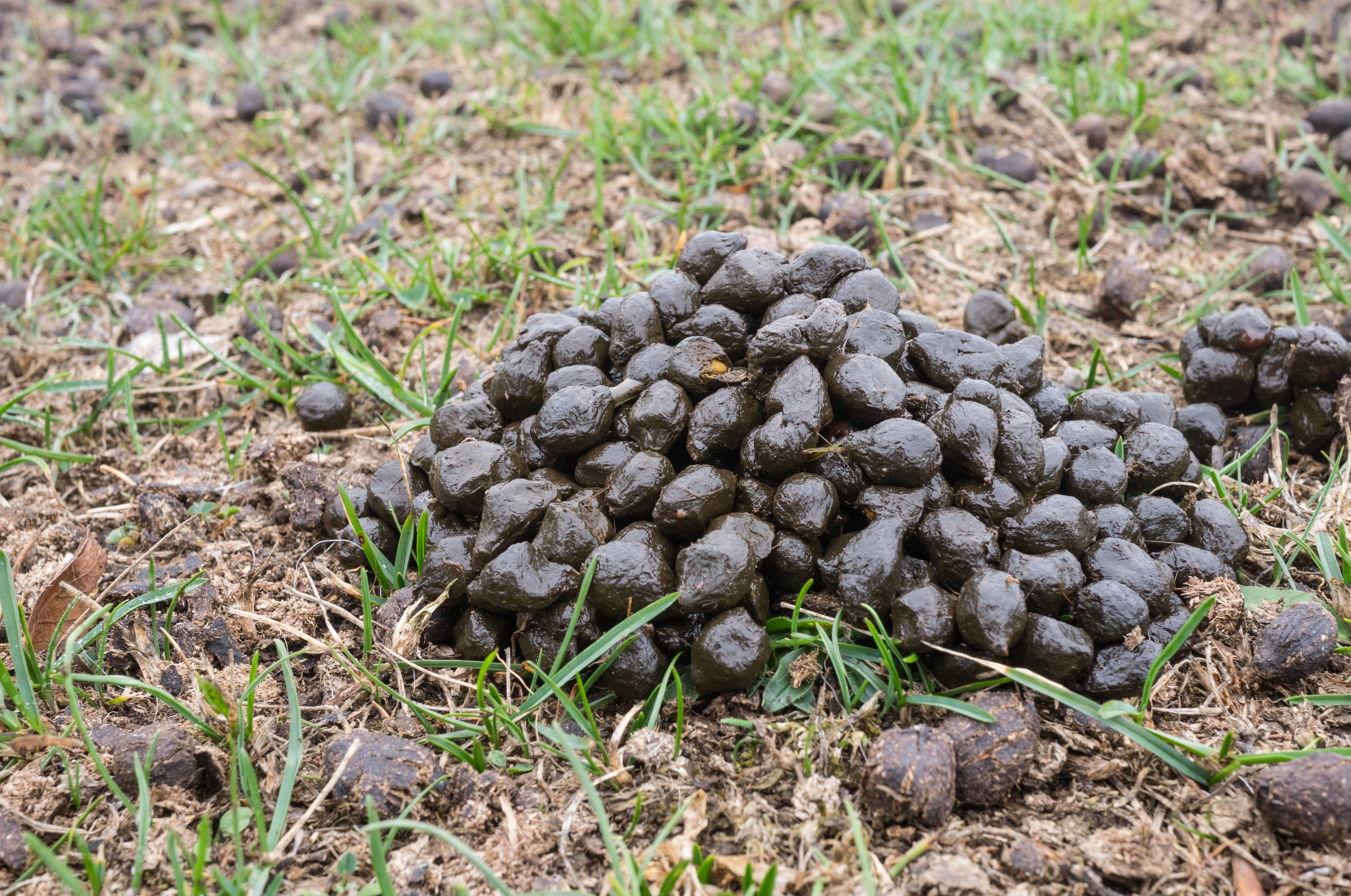
Abb. 8: Schafskot

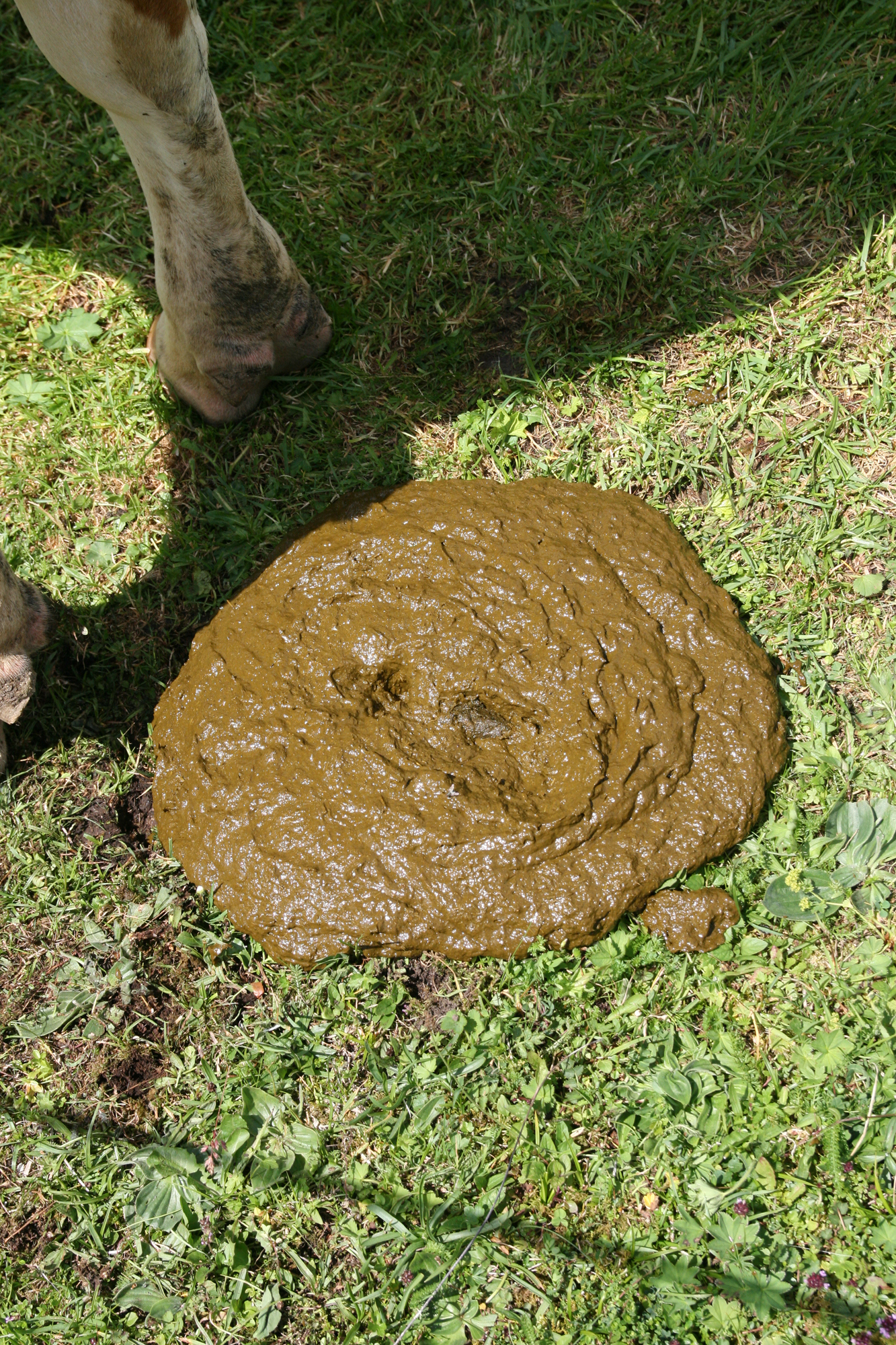
Abb. 9: Rinderkot

Schafkot besteht aus mehr oder weniger zusammengeklebten Kotbohnen (Abb. 8). Der Käfer wählt eine Bohne als Ausgangspunkt für seine Kugel. Ist diese zu groß, werden Teile der Bohne mit dem Kopfschild abgeschält. Ist sie zu klein, werden von anderen Bohnen Teile mit den Vorderschienen abgeschnitten und an die ausgewählte Bohne angedrückt. Dabei verlässt der Käfer seine Kugel nicht, sondern schiebt sie an andere Kotbohnen heran, falls sich kein Kot in Reichweite der Vorderbeine befindet.
Bei Kuhfladen (Abb. 9) beginnt in der Regel das Weibchen mit dem Bau einer Kugel, indem es die Vorderbeine zuerst in geeigneten Dung drückt und anschließend an den Körper zieht und dabei den Dung komprimiert. Dabei arbeiten die Beine abwechselnd und wiederholt, bis sich eine Portion komprimierten Dungs auf der Brust befindet und gleichzeitig ein Loch von fünf bis sechs Millimetern entsteht. Nun beginnt das Weibchen mit der Arbeit fortzufahren, wobei es sich aber langsam dreht. Das Männchen arbeitet nun neben dem Weibchen und dreht sich dabei im andern Sinn als das Weibchen. So entsteht ein ringförmiger Graben, der eine komprimierte gewölbte Dungmasse umschließt. Nun arbeiten sich die beiden Tiere schräg nach unten unter diese Masse vor, dadurch vertieft sich der Graben und das umschlossene Stück nimmt zunehmend Kugelgestalt an. Die Käfer unterbrechen in unregelmäßigen Abständen ihre Grabarbeit und kneten und pressen die entstehende Kugel, schälen vom Außenrand des Ringgrabens weitere Dungscheiben ab und pressen sie an der Dungkugel an. Schließlich zwängt sich ein Käfer unter die Kugel, trennt sie vom darunter befindlichen Dung und stemmt sie etwas nach oben. Die Kugelunterseite wird nun auch von unten entsprechend geglättet und gerundet. Dann wird die Oberseite ebenfalls nochmals geglättet und gerundet und die fertige Kugel aus dem Loch gestemmt und weggerollt.
Bei bereits durch Trocknen verkrusteten Dunghaufen kann die Brutpille auch von der Seite oder sogar von unten gefertigt werden.
Das Fertigen einer Brutpille benötigt etwa zehn bis vierzig Minuten. Die Zusammenarbeit eines Pärchens verkürzt die Herstellungszeit um etwa ein Drittel. Der Durchmesser einer fertigen Pille misst etwa 18 Millimeter und hängt von der Größe der Käfer ab, die die Pille fertigen. Von einem Pärchen gemeinsam gefertigte Pillen sind nicht größer als solche, die von nur einem Tier hergestellt werden. Bei Mangel an geeignetem Dung können die Pillen kleiner ausfallen.

### Transport der Brutpille
Zum Transport stellt sich das Männchen auf die Hinterbeine, greift mit den Vorderbeinen oben auf die Kugel und zieht die Kugel zu sich heran (Abb. 1 rechts). Dabei schreitet es rückwärts. Das Weibchen positioniert sich auf der gegenüberliegenden Pillenseite, wobei es das Körperende der Kugel zugewandt hat. Es steht mit den Schienen der Vorderbeine auf dem Boden, wobei die Vordertarsen angewinkelt sind. Die beiden anderen Beinpaare umfassen die Kugel beziehungsweise drücken sie nach hinten weg. Dabei muss das Tier die Vorderbeine nachholen. Das Weibchen bewegt sich also ebenfalls rückwärts. In aller Regel zieht das Männchen und das Weibchen schiebt. Ein allein transportierendes Weibchen schiebt die Kugel ausschließlich, ein allein arbeitendes Männchen zieht sie.
Die anfangs eingenommene Haltung des Männchens bestimmt die Richtung des Transportes, die im Allgemeinen hartnäckig beibehalten wird. Hindernisse werden nicht umgangen, sondern überwunden. Prasse berichtet von einem Fall, in dem ein Männchen auf eine senkrecht stehende Holzlatte stieß. Es gelang ihm, diese bis zu einer Höhe von neunzehn Zentimetern zu erklimmen, wozu er zwölf Minuten benötigte. Dabei fand er für die Hinterbeine in einem Trocknungsriss des Holzes Halt und schleppte die Kugel samt dem hilflos daran hängenden Weibchen mit den beiden vorderen Beinpaaren festhaltend mit sich. Beim unkontrollierten Zurückrollen der Kugel samt der sich daran festklammernden Käfer ändert sich in ähnlichen Fällen meist die Ausgangsposition und die Transportrichtung, so dass das erneute Angehen des Hindernisses spätestens nach mehreren Versuchen von Erfolg gekrönt wird. In einem Fall wurde beobachtet, dass nach einem dreißigminütigen vergeblichen Versuch, ein Hindernis zu überwinden, die Kugel vor dem Hindernis eingegraben wurde. Außerdem kann die Transportrichtung auch unvermittelt durch den Stellungswechsel des Männchens oder durch die Form eines Hindernisses erfolgen.
Gelegentlich werden Transportschäden unterwegs repariert, die Pille wird aber weder aktiv mit einem Erdmantel gegen Austrocknung versehen, noch wird sie zusätzlich komprimiert. Selbstverständlich kann sich durch das Rollen eine Staubschicht an der feuchten Kugeloberfläche bilden. Bietet sich unterwegs die Möglichkeit einer Nahrungsaufnahme, so wird diese von den Käfern gelegentlich genutzt, die Brutpille wird jedoch nie zur Nahrungsaufnahme missbraucht.

### Eingraben der Brutpille
Der Transport der Brutpille wird unvermittelt unterbrochen und das Weibchen wühlt sich mit dem Kopf voraus unter die Kugel. Dann drückt es mit Kopf und Halsschild die Erde unter der Kugel seitlich nach oben weg, wobei es diesen Vorgang mehrmals mit geänderter Ausgangsstellung wiederholt. Dadurch entsteht um die Kugel ein Erdwall, und die Kugel sinkt nach unten. Bleibt die Kugel in dem entstehenden Schacht hängen, wird sie vom Weibchen mit den vorderen Beinpaaren erfasst und nach unten gezogen. Ist dies erfolglos, erfasst sie die Kugel mit allen drei Beinpaaren und dreht sie in den Schacht ein. Das Männchen sitzt dabei die ganze Zeit oben auf der Kugel und lässt sich mit eingraben. Im Durchschnitt dauert das Eingraben zehn bis fünfzehn Minuten, nicht länger als 25 Minuten. Es wurden auch Fälle beobachtet, wo das Eingraben erfolglos abgebrochen wurde und in kurzer Entfernung zum misslungenen Versuch ein neuer Eingrabeversuch gestartet wurde.
Nachdem die Brutpille im Boden versunken ist, beginnt das Weibchen damit, den Schacht senkrecht oder leicht schräg nach unten voranzutreiben, mit einem Durchmesser, der größer als der Kugeldurchmesser ist. Das dabei anfallende Erdreich wird an der Kugel vorbei nach außen gedrückt. Das auf der Kugel wartende Männchen drückt dieses Material dann weiter nach oben. Dadurch schließt sich der Schacht über der Kugel und der ringförmige Erdwall wird zu einem kleinen Hügel aufgetürmt. Mit weiter anfallenden Erdmassen wird der Schacht über der Kugel von oben nach unten verfüllt. In der Regel enden die Verlängerungsarbeiten des Schachts, in dem dieser abbiegt in einen annähernd waagrechten vier bis sechs Zentimeter langen Gang, der blind endet und in dem die Kugel zu liegen kommt. Nun beginnt das Weibchen, das Erdreich um die nach unten gesunkene Dungkugel aufzugraben, das Männchen drückt das anfallende Material nach oben in den Schacht. So entsteht eine Höhle mit glatten Wänden und ebenem Boden, die sogenannte Brutkammer, in deren Mitte sich die Brutpille befindet. Die Größe der Kammer, 21 bis 33 Millimeter Höhe und 22 bis 38 Millimetern Breite und Länge, ermöglicht es dem Weibchen, sich auf allen Seiten der Brutpille frei zu bewegen. Die Tiefe der Kammer lag im Zuchtkäfig mit einer Bodenschicht von zwanzig Zentimetern bei fünfzehn bis zwanzig Zentimetern. In der Natur dürften die Bruthöhlen wohl tiefer liegen, denn es wurden Schächte gefunden, die zwanzig Zentimeter tief mit Aushubmaterial verfüllt waren. Andererseits wird vermutet, dass bei undurchdringlichen Hindernissen wie großen Steinen die Bruthöhlen auch weniger tief angelegt werden.
Das Anlegen der Bruthöhle ist in etwa vier bis acht Stunden abgeschlossen. Arbeitet das Weibchen alleine, verlängert sich die Arbeitszeit um etwa ein Viertel bis ein Drittel. Nach Fertigstellung der Bruthöhle und möglicherweise einer weiteren Kopulation verlässt das Männchen vermutlich aus eigenem Antrieb das Weibchen und gräbt sich an die Erdoberfläche.

### Eiablage und Brutbirne
Das Weibchen formt nun die Brutpille in die Brutbirne um. Dies erfolgt in zwei Schritten, dem sogenannten Umbacken und dem eigentlichen Herstellen der Brutbirne. Das Weibchen erklimmt die Dungkugel und arbeitet sich mit Hilfe des Kopfes und der Vorderbeine senkrecht nach unten in die Kugel vor. Sie entnimmt der Mitte der Kugel Dung und drückt sie auf dem Bauch zusammen und beginnt daraus eine neue Kugel zu formen. Je mehr die neue Kugel wächst, desto mehr zerfällt durch die Arbeiten die alte Pille. Ihre Einzelteile werden mit den Vorderbeinen ergriffen und der neuen Kugel zugefügt. Dieser als Umbacken bezeichnete Vorgang nimmt vierzig bis fünfzig Minuten in Anspruch. Das Produkt ist wesentlich dichter, von gummiartiger Konsistenz und langer Haltbarkeit. Es wird vermutet, dass dabei auch mit eingeschleppte Verunreinigungen wie beispielsweise Fliegen- oder Wurmstadien, vernichtet werden.
Nun besteigt das Weibchen die umgebackene Kugel, öffnet sie von oben und entnimmt ihrer Mitte eine Portion Kot, die sie neben der dadurch entstanden Öffnung ablegt. Diesen Vorgang wiederholt das Weibchen viele Male, wobei es sich kreisförmig in Schritten von zwei bis drei Millimetern einmal um die Öffnung herumbewegt. Dadurch bildet der abgelegte Dung einen Ringwall um die Öffnung, und im Zentrum der Kugel ist eine Kammer entstanden. Der Käfer beugt sich nun über den Ringwall und glättet und verfestigt die Wände durch Klopfen und Streichen mit den Vorderbeinen. Diese Vorbereitung der Eikammer dauert etwa eineinhalb bis zwei Stunden.
Nun setzt sich das Weibchen so auf den Ringwall, dass das Körperende über der Öffnung zu liegen kommt. Es wird ein einzelnes Ei in diese Öffnung abgesetzt. Nun wird der Ringwall nach innen gedrückt, wobei die Pille wieder einmal umrundet wird. Danach ist die Öffnung bereits nahezu verschlossen. Durch weitere Abtragung des Ringwalls und der darunter liegenden Partien und Aufhäufung des Materials über dem Zentrum der Öffnung nimmt die Pille eine birnenförmige Gestalt an. Diese Brutbirne wird nun gleichmäßig mit Erdmaterial ummantelt, das das Weibchen dem Boden der Brutkammer entnimmt. Die dazu benötigte Zeit wurde in zwei Fällen gemessen. Sie betrug einmal drei, einmal vier Stunden. Daraufhin verlässt das Weibchen die Brutkammer endgültig.
Die Brutbirnen sind durchschnittlich 19,7 Millimeter lang, 16,7 Millimeter breit und 3,18 Gramm schwer (Mittelwert aus 110 Objekten). In den Zuchten von Prasse fertigte ein Weibchen im Mittel während der Brutperiode fünf Brutbirnen an. Vermutlich ist die Anzahl in der freien Natur etwas höher.

### Embryonalentwicklung
Die frisch gelegten Eier sind eiförmig, gelblich und stark glänzend, weich, glatt und feucht. In den folgenden Tagen verlieren die Eier an Glanz und werden endlich matt. Die Elastizität des Eis und der Eihaut nehmen zu. In der Regel sitzt das breite Ende des Eis dem Boden der Eikammer auf, die Spitze lehnt an die Wand der Eikammer und klebt dort leicht an. Die Eigröße schwankt beträchtlich, im Mittel ist das Ei 5,8 Millimeter lang und 3,4 Millimeter breit, also 1,7-mal so lang wie breit. Dabei wiegt es durchschnittlich 41 Milligramm. Die Eier sind damit ungewöhnlich groß und dotterreich. Gegen Ende der Legeperiode fallen die Eier etwas kleiner aus.
Während der Embryonalentwicklung vergrößert sich das Ei in der Länge um etwa 0,7 Millimeter, in der Breite um 1,1 Millimeter. Die zukünftigen Mandibeln erkennt man an drei Tage alten Eiern als zwei dicht nebeneinander liegende dunkle Flecke an der Spitze des Eis. Ab dem 5. Tag erkennt man eine Streifung, die die zukünftige Segmentierung der Larve widerspiegelt. Ein bis zwei Tage vor dem Schlüpfen erkennt man die Lage der Larve, der Kopf befindet sich am schmalen Eiende, der Hinterleib ist bis zur Brust eingeschlagen und füllt das dicke Eiende. In den Zuchten von Prasse benötigten die Eier bei einer Temperatur von 18 bis 20 °C acht bis neun Tage, bei einer Temperatur von 24 bis 25 °C fünf bis sieben Tage bis zum Schlüpfen der Larve.

### Larvenstadien
Die Art bildet drei Larvenstadien aus. Das erste Stadium ist im Mittel 6,8 Millimeter lang und 3,0 Millimeter breit bei einer Kopfkapselbreite von 2,25 Millimetern. Das zweite Stadium ist durchschnittlich 12,1 Millimeter lang bei einer Breite von 5,5 Millimetern und einer Kopfkapselbreite von 2,68 Millimetern. Im dritten Stadium sind die entsprechenden Werte 18,2 Millimeter für die Länge der Larve, 8,3 Millimeter für ihre Breite und 3,15 Millimeter für die Breite der Kopfkapsel.
Die Junglarven besitzen kein Organ zum Sprengen der Eihaut, vermutlich setzen sie ihre Mandibeln ein. Nach dem Schlüpfen bleibt die Larve 24 bis 48 Stunden lang ruhig und verdaut dabei den im Darm eingeschlossenen Dotterrest. Danach beginnt sie mit der Nahrungsaufnahme. Diese erfolgt bis auf kürzere Unterbrechungen pausenlos. Die Erstlarve frisst dabei höchstwahrscheinlich auch die Reste des Eis, hauptsächlich vergrößert sie jedoch die Eikammer, indem sie den Dung an deren Wänden verzehrt. Die buckelartige Aufwölbung der Larve im Bereich des zweiten bis fünften Hinterleibssegments bildet sich erst nach einigen Tagen aus und ist durch die Schleifenbildung von Mittel- und Enddarm in diesem Bereich bedingt. Während der Fraß an den Eikammerwänden anfangs nach allen Seiten erfolgt, wird nach dem Eintritt ins zweite Stadium die Eikammer von der Mitte aus vorwiegend nach unten erweitert. Versuche zeigen, dass die Larve dabei von der Schwerkraft geleitet wird. In dieser Richtung steht das meiste Nahrungsangebot zur Verfügung ohne Gefahr zu laufen, die Wände der Brutbirne zu durchbrechen.
Lageänderungen der Larve erfolgen, indem von den drei Körperbereichen Kopf mit Beinen, Buckel und Abdominalplatte jeweils zwei gegen die Wandung gestemmt werden, und der dritte seine Lage verändert. Dies ist nur erfolgreich, wenn die Wandung überall gleich weit vom Mittelpunkt entfernt ist, die Kammer also eine Kugel bildet, und wenn der Kugeldurchmesser nicht schneller wächst als die Larve. Dies ist nur möglich, weil die Larve ihre Exkremente, breiige Ballen, wieder so an den Wänden verteilt, dass die Kugelform erhalten bleibt. Dadurch ist es nicht zu vermeiden, dass die Larve zusammen mit dem Material der Brutbirne auch eigene Exkremente aufnimmt. Dies ist jedoch bei Tieren mit pflanzlicher Nahrung nichts Besonderes, da es eine optimale Aufschließung der Nahrung ermöglicht. Die freie Beweglichkeit der Larve ermöglicht es ihr, Risse und Löcher in der Brutbirne wieder mit ihrem Kot zu schließen.
Die Häutungen erfolgen, indem zuerst die Kopfkapsel aufspringt und beim Heraustreten der neuen Kopfkapsel die alte Larvenhaut in Richtung des Rückens aufreißt. Vor der Häutung wird die Nahrungsaufnahme eingestellt, nach der Häutung folgt eine Ruhephase zur Erhärtung des Chitins. Bei Gymnopleurus geoffroyi dauert die Unterbrechung der Nahrungsaufnahme pro Häutung insgesamt etwa 36 Stunden. Wie beim ersten Larvenstadium erfolgt dazwischen die Nahrungsaufnahme nahezu ohne Unterbrechung.
Während des dritten Stadiums setzt die Larve unter der Haut Fett an. Die Farbe geht von Grauweiß in Gelbweiß über und der Körper schwillt stark an. Etwa vier Tage vor Ende der Larvalentwicklung stellt die Larve die Nahrungsaufnahme ein und entleert den Darm restlos. Der Darminhalt wird an der Wandung der Wohnhöhle verstrichen. Die Larve verfällt in den fast bewegungslosen Zustand, der der Verpuppung vorausgeht. Die Gesamtzeit der Stadien bis zur Verpuppung dauerte bei 18 bis 20 °C 26 bis 28 Tage, bei 24 bis 25 °C 23 bis 24 Tage.

### Puppe
Die Häutung zur Puppe wird eingeleitet, indem die bisher lethargische Larve sich heftig abwechselnd krümmt und streckt. Dabei platzen die Nähte der Kopfkapsel und die Nähte entlang des Brustabschnitts. Der gesamte Vorderteil der Puppe wird freigelegt. Drehende Bewegungen zur Seite und schlagende Bewegungen des Hinterleibs bewirken das Abstreifen der Haut nach hinten. In einem Glasröhrchen dauerte dieser Vorgang etwa eineinhalb Stunden. Die Puppe liegt in Rückenlage, durch Vorwölbungen an allen drei Brustabschnitten und aller Hinterleibsabschnitte vor direktem Kontakt mit dem Untergrund geschützt, auf dem Boden der Puppenkammer. Sie ist in ungewöhnlich starkem Maße unreizbar. Das Puppenstadium dauert bei 18 bis 20 °C sechzehn bis achtzehn Tage, bei 24 bis 25 °C 13 bis 14 Tage. Die Puppe ist im Mittel 13,15 Millimeter lang und 10,02 Millimeter breit. Die Konturen des fertigen Insektes sind deutlich sichtbar.
Die Häutung wird wieder durch Streckbewegungen eingeleitet, die in diesem Fall zuerst an den Beinen die Puppenhaut zum Einreißen bringen, dann die Haut am Hinterrand des Kopfes und des Brustabschnitts. Der junge Käfer schiebt sich langsam nach vorn aus der Hülle, gleichzeitig streifen die Hinterbeine die alte Haut nach hinten ab. Die Flügeldecken nehmen sofort ihre endgültige Lage ein, die Hinterflügel verbleiben noch längere Zeit gestreckt, bevor sie sich unter den Flügeldecken falten. Der Schlüpfvorgang selbst dauert etwa sieben bis zehn Stunden. Der Käfer ruht danach noch etwa fünf bis acht Tage.
Der Käfer durchbricht die Wand der Brutbirne an ihrer schwächsten Stelle, meist dem Boden. Danach arbeitet er sich durchs Erdreich an die Oberfläche. Erst dort nimmt er erstmals Nahrung auf. Im Versuch nehmen Jungkäfer schon vor der Aushärtung und dem Verlassen der Brutkammer frischen Dung als Nahrung an.

### Kämpfe zwischen den Käfern
Die Streitlust der Tiere ist im Gegensatz zu anderen koprophagen Käfern eher gering. Streitereien beschränken sich auf die Fortpflanzungsperiode. Kämpfe äußern sich immer in der Form von Zweikämpfen, entweder es kämpft ein Männchen gegen ein Männchen oder ein Weibchen gegen ein Weibchen. Dass bei Pärchen ein Partner dem anderen helfend zur Seite steht, konnte nicht beobachtet werden. Gewöhnlich laufen auch während der Fortpflanzungsperiode die Tiere achtlos aneinander vorbei. Nur wenn ein Käfer oder ein Pärchen mit der Fertigung, dem Transport oder dem Eingraben einer Brutpille beschäftigt ist, kann die Tatsache, dass sich ein fremder Käfer der Pille zu sehr nähert, dazu führen, dass er vom Besitzer gleichen Geschlechts zurückgedrängt wird. Dabei kann sowohl der Angreifer als auch der Verteidiger in die Flucht geschlagen werden.
Unabhängig davon, ob nach der Schlacht der Verteidiger oder der Angreifer den Platz an der Kugel übernimmt, wird er vom Partner des anderen Geschlechts akzeptiert. Beispielsweise näherte sich beim fortgeschrittenen Eingraben einer Brutpille ein fremdes Weibchen. Das auf der Pille sitzende Männchen ließ es zu, dass auch das fremde Weichen sich am Eingraben beteiligte. Erst nach einiger Zeit wurde im Erdboden das fremde Weibchen vom anderen erkannt und es entstand ein Streit. Das schwächere Weibchen wurde vertrieben, das andere setzte seine Arbeit des Eingrabens fort.
Beim Kampf Männchen gegen Männchen konnten drei verschiedene Kampfarten beobachtet werden. Wenn das verteidigende Männchen von einer erhöhten Position aus kämpft, sich beispielsweise auf der Kotkugel befindet, ergreift es das sich nähernde Männchen von oben und schleudert es weg. Der Eindringling kann aufgeben oder erneut angreifen. Befinden sich die Männchen auf gleicher Höhe, richten sie sich auf die Hinterbeine auf und stemmen Brust gegen Brust aneinander. Jeder versucht mit den Vorderbeinen unter die Brust des Gegners zu gelangen und dann durch ruckartiges Hochreißen der Vorderbeine den Gegner nach hinten umzuwerfen. Der Gegner versucht seinerseits, durch Öffnen der Vorderbeine den Schlag des Gegners ins Leere gehen zu lassen und nun selbst seine Vorderbeine unter die Brust des Gegners zu bekommen, um ihn umwerfen zu können. Bei diesen wechselseitigen Attacken ist meist ein Männchen erfolgreich. Gelegentlich verhaken sich die Gegner auch mit den Vorderbeinen und versuchen dann, den Gegner mit dem Kopfschild wegzudrücken, bis einer nach hinten umfällt. In der Regel siegt der größere Kämpfer, wird vom unten liegenden Käfer als Sieger anerkannt und der Verlierer zieht sich zurück.

## Verbreitung
Die Art findet man von Südfrankreich ostwärts in Südeuropa und dem östlichen Mediterrangebiet einschließlich Kleinasien und Nordafrika, sie fehlt jedoch in Spanien und Portugal. Nach Norden dringt die Art nur ins südliche Mitteleuropa ein, aus Deutschland gibt es nur alte Funde. Nach Osten dringt der Käfer jedoch bis in den Iran vor.